# Kantó
Kantó är en ort i Mexiko.   Den ligger i kommunen Chemax och delstaten Yucatán, i den östra delen av landet, 1 200 km öster om huvudstaden Mexico City. Kantó ligger 22 meter över havet och antalet invånare är 139.
Terrängen runt Kantó är mycket platt. Runt Kantó är det glesbefolkat, med 20 invånare per kvadratkilometer. Närmaste större samhälle är Chemax, 8,4 km sydost om Kantó. I omgivningarna runt Kantó växer i huvudsak lövfällande lövskog.